# Escudo de la provincia de Ciudad Real
La Diputación Provincial de Ciudad Real emplea un escudo que puede considerarse como provincial y que reúne los blasones de aquellas poblaciones de su territorio que son cabeza de partido judicial. 

Escudo de la Provincia de Ciudad Real ajustado a las normas heráldicas.

## Descripción
El escudo se divide en diez cuarteles:
- En el primer cuartel, de plata, la cruz de Calatrava de gules cargada de un castillo de oro, almenado, mazonado de sable y aclarado de azur que es el escudo de Daimiel.
- En el segundo, de plata, una "M" de gules surmontada por una corona mural de oro mazonado de sable (negro) y acompañada de dos trabas del mismo esmalte (color)en punta. En el jefe, tres árboles de sinople afrutados de gules que es el de Manzanares.
- En el tercero, de gules, una faja de plata que es el de Puertollano
- En el cuarto, de plata, un castillo de oro, almenado, mazonado de sable y aclarado de azur acompañado de una cruz de Calatrava de gules acolada al mimo y acompañada de dos trabas del maestrazgo de sable que es el de Almagro.
- En el quinto, de plata, una cruz de Santiago de gules, acompañada en su diestra de las armas de Aragón y de León y en su siniestra de las de Castilla y Aragón que es el de Villanueva de los Infantes.
- En el sexto, cuartelado, en su primer cuartel de gules, un castillo de oro, almenado, mazonado de sable y aclarado de azur; en el segundo, de plata un león rampante, de púrpura, linguado, uñado, armado de gules y coronado de oro; en el tercero de plata, la cruz de Calatrava de gules; en el cuarto de gules, dos martillos de oro colocados en aspa; sobre el todo en escusón de azur, tres flores de lis de oro, bordura de gules que es el de Almadén;
- En el séptimo partido de plata, la cruz de Calatrava de gules, ajedrezado o jaquelado de sable y plata, bordura de gules cargada de cruces de oro; entado en punta de gules, un barril de oro que es el de Valdepeñas.
- En el octavo, de oro, una mata de sinople surmontado por una liebre de sable terrasada de sínople que es de Tomelloso.
- En el noveno, entado en punta, de plata, en blasón de azur, un castillo de oro mazonado de sable aclarado de azur sobre la tierra de oro siniestrado de un caballero armado en su diestra con una lanza de azur en actitud de cerrar contra el castillo; acolado la Cruz de San Juan de plata que es el escudo de Alcázar de San Juan.
- En el décimo y último, sobre el todo escusón de azur, la figura de un rey, sentado en su trono, bajo un arco de oro apoyado en dos columnas de plata con base y capiteles de oro, y rodeado de una muralla hexagonal con seis torres igualmente de oro y con puerta de gules. Bordura de gules con ocho castillos de tres torres almenadas de oro, aclarados de azur y mazonados de sable que es el escudo de Ciudad Real.

Al timbre corona real cerrada, compuesta por un círculo de oro engastado de piedras preciosas que sostiene ocho florones, de hojas de acanto, visibles cinco, interpolado de perlas y de cuyas hojas salen sendas diademas decoradas con perlas, que convergen en un orbe de azur, con el semimeridiano y el ecuador de oro sumado de cruz de oro. La corona está forrada de gules.